# Canton de Limoges-Centre
Le canton de Limoges-Centre est une ancienne division administrative française située dans le département de la Haute-Vienne et la région Nouvelle-Aquitaine. À la suite du redécoupage cantonal de 2014, le canton est fondu dans ceux de Limoges-2, Limoges-3, Limoges-5 et Limoges-6.

## Géographie
Ce canton se situait intégralement sur la commune de Limoges dans l'arrondissement de Limoges. Son altitude variait de 209 m (Limoges) à 431 m (Limoges) pour une altitude moyenne de 294 m.
Il s'étendait sur moins d'un kilomètre carré, sur la partie nord du centre-ville de Limoges (quartiers Montjovis, Montmailler, du Château, Champ de Juillet), entre les deux gares ferroviaires (gare de Limoges-Montjovis et gare de Limoges-Bénédictins).

## Histoire
Le canton a été créé en 1973.

## Représentation
| Période | Période          | Identité       | Étiquette | Qualité |
| ------- | ---------------- | -------------- | --------- | --- |
| 1973    | 1981 (démission) | Alain Serieyx  | RPR       | Membre du cabinet d'Aymar Achille-Fould Conseiller régional |
| 1981    | 1994             | Michel Bernard | RPR       | Professeur d'université Député (1986-1988), conseiller municipal de Limoges (1983-1995)                                                                         |
| 1994    | 2015             | Alain Marsaud  | RPR-UMP   | Magistrat Ancien conseiller général du Canton de Limoges-Cité (1993-1994) Député (1993-1997, 2002-2007, 2012-2017), conseiller municipal de Limoges (1995-2001) |

## Composition
Le canton de Limoges-Centre groupe 1 commune et compte 8 881 habitants au recensement de 2010.
| Communes | Population (2012) | Code postal | Code Insee |
| -------- | ----------------- | ----------- | ---------- |
| Limoges  | 8 881             | 87000       | 87085      |

## Démographie
| 1962 | 1968 | 1975 | 1982 | 1990 | 1999  | 2006  | 2010  |
| ---- | ---- | ---- | ---- | ---- | ----- | ----- | ----- |
| -    | -    | -    | -    | -    | 8 036 | 7 884 | 8 881 |